# Liste der Baudenkmäler in Bogen (Stadt)

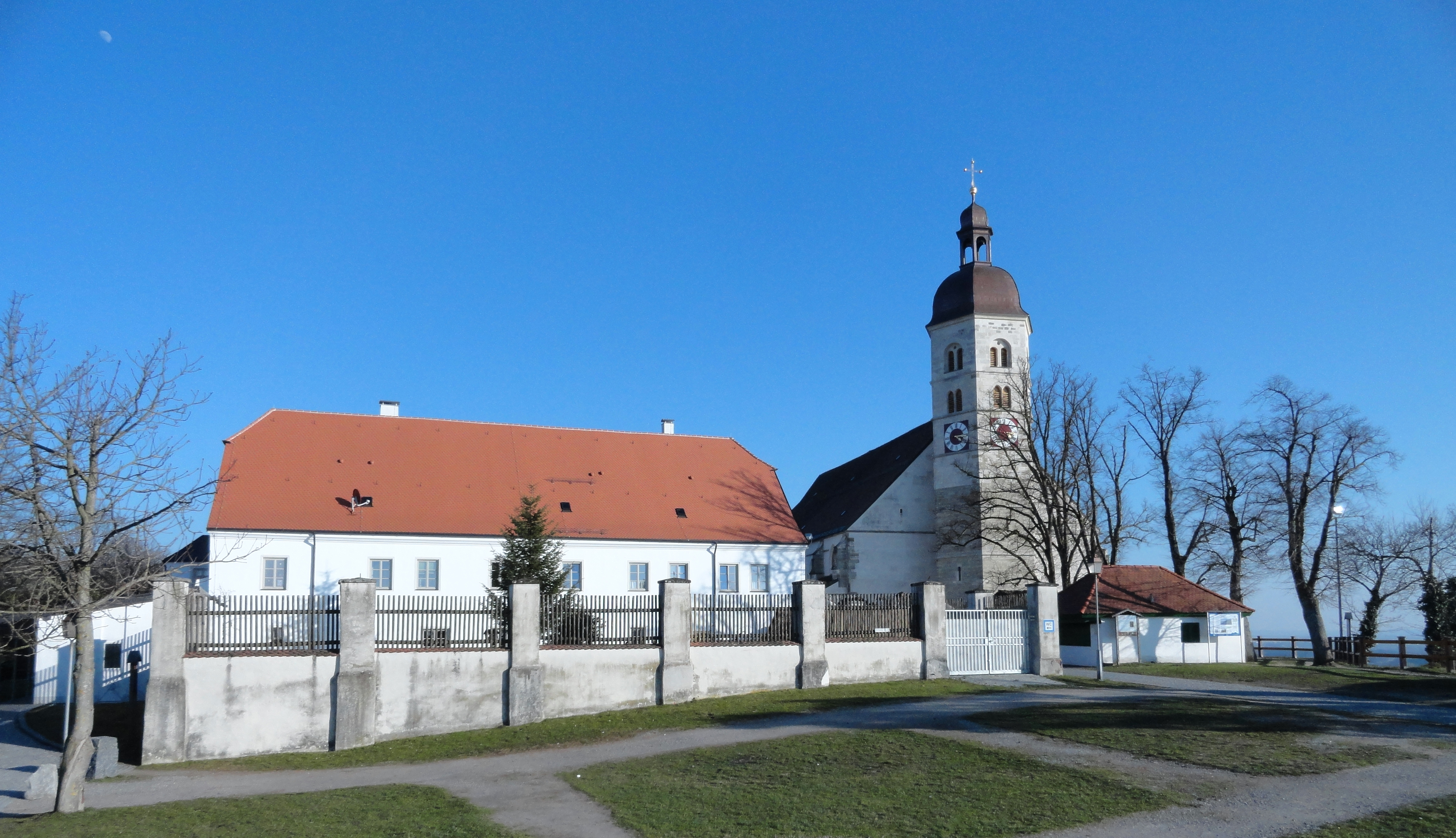
Pfarrhof und Wallfahrtskirche auf dem Bogenberg

Auf dieser Seite sind die Baudenkmäler in der niederbayerischen Stadt Bogen zusammengestellt. Diese Tabelle ist eine Teilliste der Liste der Baudenkmäler in Bayern. Grundlage ist die Bayerische Denkmalliste, die auf Basis des Bayerischen Denkmalschutzgesetzes vom 1. Oktober 1973 erstmals erstellt wurde und seither durch das Bayerische Landesamt für Denkmalpflege geführt wird. Die folgenden Angaben ersetzen nicht die rechtsverbindliche Auskunft der Denkmalschutzbehörde.

## Ensembles

### Ensemble Altstadt Bogen

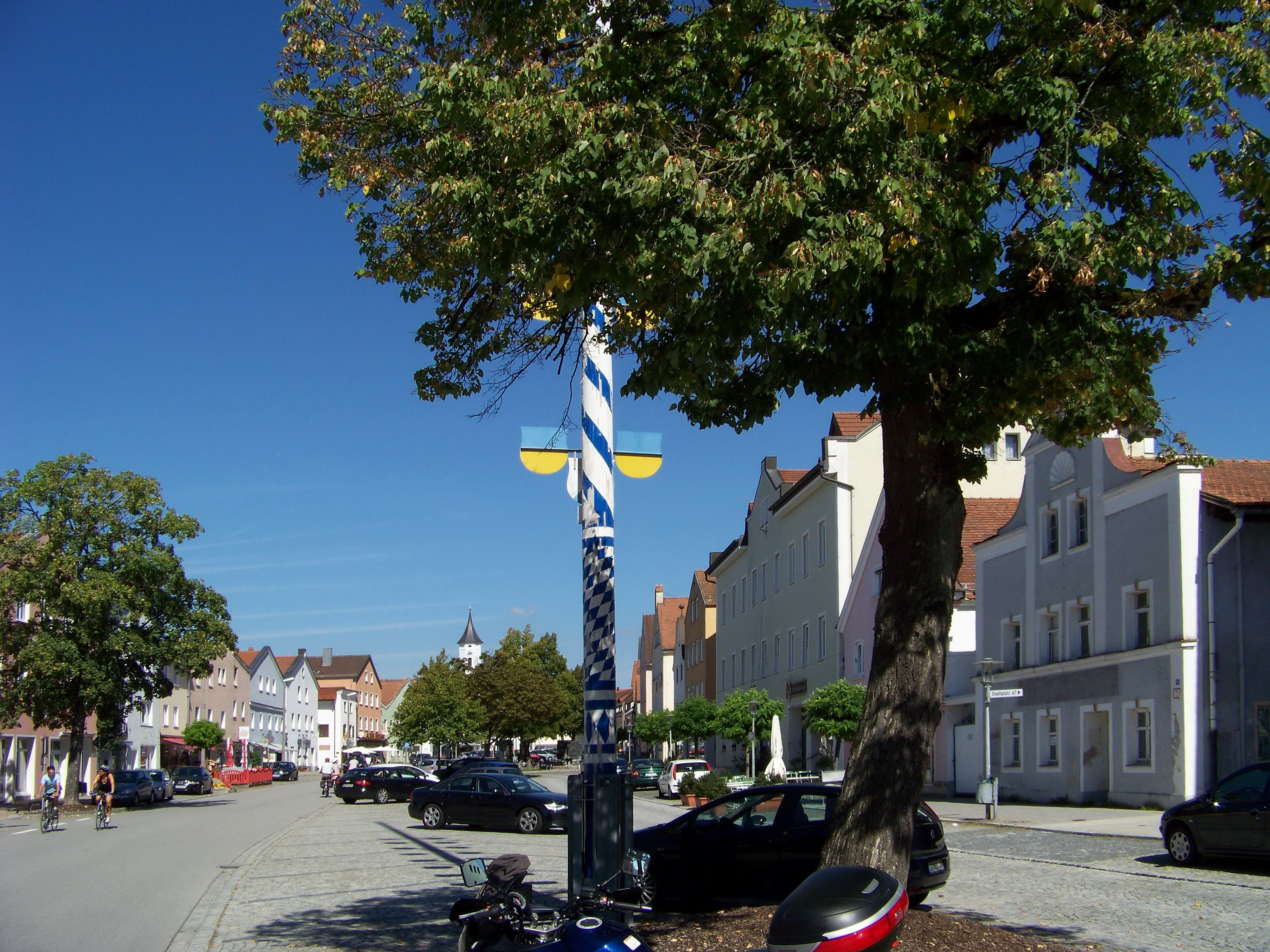
Stadtplatz Bogen

Das Ensemble umfasst den gesamten Stadtplatz Bogen, eine für Niederbayern charakteristische Straßenmarktanlage, von der Bogenbachbrücke bis zum ehemaligen Amtsgericht, heute Rathaus. Bogen, am nördlichen Donauufer am Fuße des Bogenberges gelegen, im 8. Jahrhundert erstmals genannt, ist seit dem 14. Jahrhundert Marktort. Die Entwicklung des Ortes, der 1952 zur Stadt erhoben wurde, war nach dem Besitzübergang von den Grafen von Bogen an die Wittelsbacher im Jahre 1242 begrenzt: die Herzöge förderten das nahe gelegene Straubing. Bogen blieb als Zollstätte und Herbergsstation der Bogenberg-Wallfahrer von Bedeutung und durch Kleinhandel und Handwerk geprägt.
Der Grundriss der Marktanlage ist mittelalterlich, den Aufriss bilden meist bürgerliche Giebelhäuser des 18. und 19., im Kern vereinzelt des 17. Jahrhunderts, deren Fronten sich zu den beiden Platzwänden zusammenschließen. In leichter Krümmung zieht sich der Stadtplatz in 400 m Länge bis 30 m Breite von Norden nach Süden und erstreckt sich einschließlich der anliegenden Grundstücke fast über den gesamten historischen Bereich des Marktortes. Am Südende des Stadtplatzes bildete ehemals ein Tor, am Nordende die Bogenbachbrücke den Abschluss der Marktbefestigung.
Im Süden hat das 1900 errichtete Amtsgericht mit seinem von Obelisken bekrönten Giebel diese begrenzende, städtebauliche Funktion übernommen, im Norden wird durch den in den Platzraum einspringenden Chor der Kirche und die nördlich davon enger zusammentretenden Häuserfronten ein räumlicher Abschluss erreicht. Im Bild des Stadtplatzes herrschen biedermeierliche Giebelhäuser vor, ausschließlich Putzbauten, die Giebel zumeist mit Vorschussmauern gestaltet. Im Nordosten zeigt eine Dreiergruppe von betont langgestreckten Traufseitbauten den veränderten Stil, der sich nach einem größeren Brand 1837 durchsetzte (Stadtplatz 13, 15, 17).
Der historische Charakter des Platzes ist durch unsachgemäße Veränderungen an Einzelbauten zum Teil entstellt, das um 1975 erbaute Geschäftshaus Nr. 45/47 verursacht eine schwere Störung im Platzbild, ebenso der dreigeschossige Bau Nr. 39 aus der Zeit um 1910.
Aktennummer: E-2-78-118-2

### Ensemble Berg Bogenberg

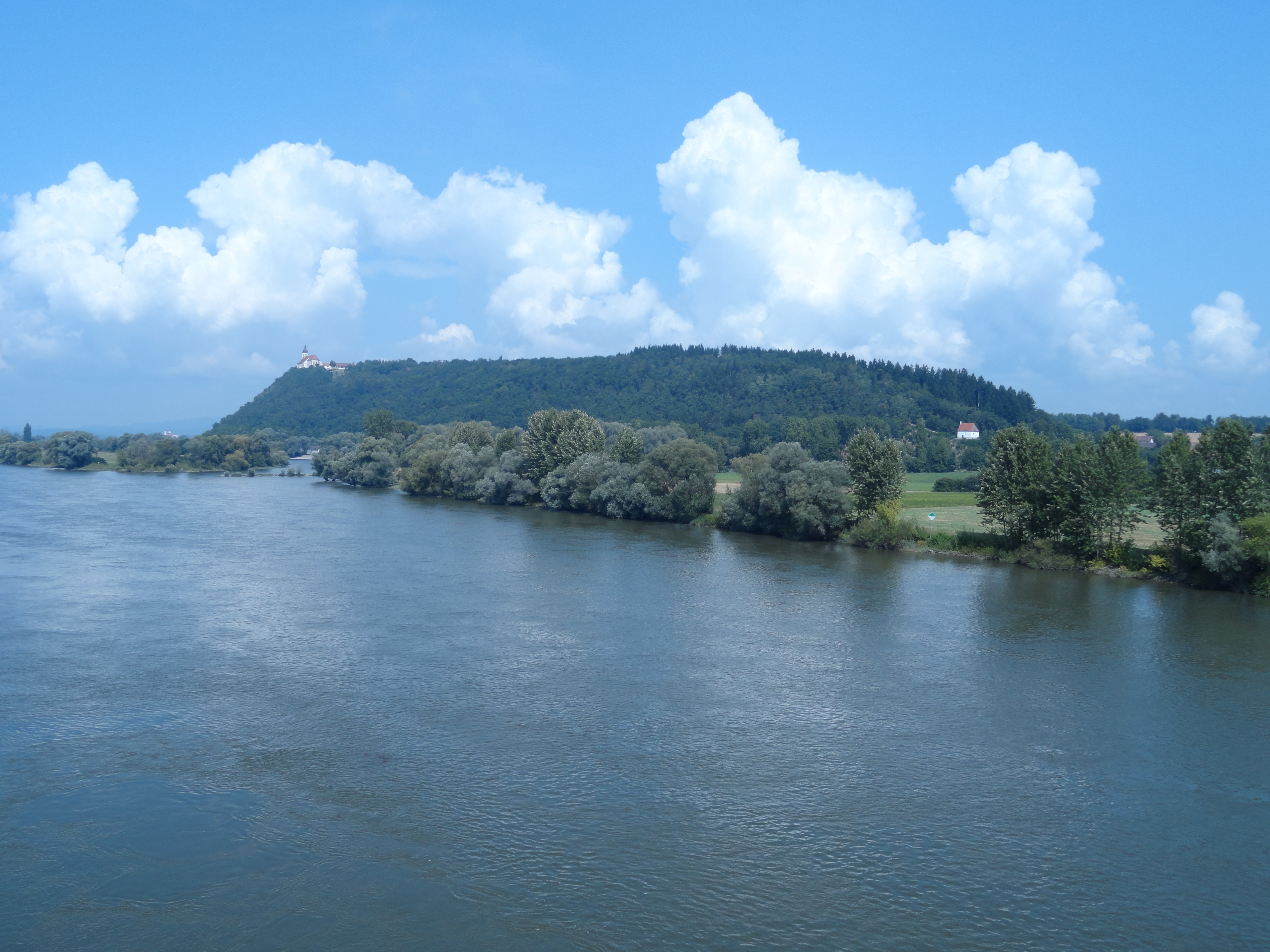
Bogenberg, gesehen von der Xaver-Hafner-Brücke

Das Ensemble umfasst den gesamten Bergrücken des Bogenbergs innerhalb der bronzezeitlichen Wallanlagen mit Wallfahrtskirche und Salvatorkirche mit Klause. Der Bogenberg ist im Verlauf seiner Geschichte kontinuierlich Träger verschiedener Funktionen und sich überlagernder Bedeutungen:
Mittelpunkt einer vorgeschichtlichen Siedlung, heidnische Kultstätte, mittelalterlicher Herrschersitz, christlicher Wallfahrtsort.
Der langgezogene Bergrücken erstreckt sich parallel zum nördlichen Donauufer zwischen der Stadt Bogen und dem damaligen Hutterhof, vom Gipfel aus südlich zum Fluss hin steil abfallend. Seiner isolierten Lage nach – etwa 120 Meter über der Donau – natürlichen Schutz bietend, kommt ihm in vor- und frühgeschichtlicher Zeit spezifische Bedeutung zu. Auf bereits jungsteinzeitlicher Besiedlung folgen bronzezeitliche Wallanlagen: zunächst ein ovaler Ringwall im Bereich der heutigen Wallfahrtskirche zur Befestigung des Berggipfels, der vermutlich Sitz eines Fürsten und damit frühgeschichtliches politisches Zentrum, wie auch heidnische Kultstätte war.
In der jüngsten Bronzezeit wurde der gesamte Bogenberg mit einer Wallmauer umgeben und dadurch seine Befestigung auf den gesamten, 900 Meter langen und 150 Meter breiten Bergrücken ausgedehnt. Es entstand so der Wallbogen beim Gasthaus, der zum großen Zentralwall gehört. Auch die nach Norden liegenden Wälle wie das langgedehnte Walloval über der Klause wurden nun errichtet. Zahlreiche Bodenfunde lassen auf eine rege Besiedlung schließen, während der Kelten- und Römerzeit ist sie kaum noch nachweisbar.
Im Frühmittelalter (um 900) Fliehburg für die bayerischen Bauern vor den einfallenden Ungarn, wird der Berg ab dem 11. Jahrhundert zum Herrschaftssitz der Grafen von Bogen. Aus der ehemaligen Burg entwickelte sich um 1400 das Priorat Bogenberg, das vom Benediktinerkloster Oberalteich besetzt wurde. Das alte Kultheiligtum wurde – der Legende nach seit 1104 – mit christlichem Sinngehalt überzogen und Mittelpunkt einer marianischen Wallfahrt. 1286, 1294 und 1295 gab es Ablässe für diejenigen, die „Unser Lieben Frauen Gottshaus auf dem Heiligen Bogenberg“ besuchten.
Im 15. Jahrhundert war die Wallfahrt voll entwickelt, bis heute gilt der Bogenberg als Prototyp volkstümlicher christlicher Wallfahrt. Beherrschender Bau ist die spätgotische Hallenanlage der Pfarr- und Wallfahrtskirche Hl. Kreuz und Mariä Himmelfahrt, ein bedeutender Bau der altbayerischen Gotik, umgeben vom historischen, ummauerten Friedhof mit Mesnerhaus und Ölbergkapelle. Nördlich schließt sich der große Komplex des Pfarrhofs mit Pfarrgarten, ehemaligen Wirtschaftsgebäuden und ehemaligen Schule an.
Am Wallfahrerweg nach Bogen reihen sich unmittelbar vor dem Eingang zu Kirche und Friedhof die historischen Devotionalienstände. Im Anschluss daran beginnt der Kreuzweg, weiter westlich befindet sich eine Kalvarienberganlage von 1857. Am östlichen Aufgang zum Berg liegen zwei neuere Baugruppen, der Gasthof und ein Anwesen, weiter östlich die Salvatorkirche von 1463 mit Klause und kleiner Kapelle.
Aktennummer: E-2-78-118-3

## Baudenkmäler nach Ortsteilen

### Bogen
| Lage                                  | Objekt                                          | Beschreibung | Akten-Nr.              | Bild                                         |
| ------------------------------------- | ----------------------------------------------- | --- | ---------------------- | -------------------------------------------- |
| Bachstraße 5 (Standort)               | Wohnhaus                                        | Langgestreckter, zweigeschossiger Traufseitbau mit Satteldach, 1. Drittel 19. Jahrhundert | D-2-78-118-1 Wikidata  | Wohnhaus                                     |
| Bachstraße 19 (Standort)              | Wohnhaus                                        | Zweigeschossiger Giebelbau mit weit vorkragendem Flachsatteldach und Blockbau-Obergeschoss, Gebälk bezeichnet mit 1725, Haustür bezeichnet mit 1840 | D-2-78-118-6 Wikidata  | Wohnhaus                                     |
| Bahnhofstraße (Standort)              | Brückenfigur des hl. Johannes von Nepomuk       | Steinskulptur über quadratischem Sockel mit Inschrift, Kalkstein, 1744; an der Bogenbach-Brücke | D-2-78-118-7 Wikidata  | Brückenfigur des hl. Johannes von Nepomuk    |
| Dr.-Martin-Luther-Straße 6 (Standort) | Evangelisch-lutherische Erlöserkirche           | Schlichter, rechteckiger Saalbau in geschlämmter Ziegelbauweise, mit Gemeinderäumen und ehemaliger Mesnerwohnung unter einem flachen Satteldach, seitlich angegliedert Sakristei und Eingangsturm mit Pyramidendach, 1958/59, von Johannes Ludwig; mit Ausstattung                 | D-2-78-118-97 Wikidata | weitere Bilder                               |
| Mussinanstraße 4 (Standort)           | Aussegnungshalle                                | erdgeschossiger und verputzter Walmdachbau mit profiliertem Traufgesims und Dachreiter mit Zwiebelhaube, Portikus mit Rundbogenöffnungen, 1. Viertel 20. Jh. | D-2-78-118-117         | BW                                           |
| Mussinanstraße 7 (Standort)           | Wohnhaus, sogenanntes Mussinanhaus              | Zweigeschossiger und verputzter Massivbau mit Mansardwalmdach und profiliertem Traufgesims, 1. Viertel 19. Jahrhundert Benannt nach Ludwig Ritter von Mussinan | D-2-78-118-12 Wikidata | Wohnhaus, sogenanntes Mussinanhaus           |
| Obere Bergstraße 18 (Standort)        | Gewölbekonsolen                                 | Drei spätgotische Giebelkonsolen mit den reliefierten Brustbildern St. Petrus, St. Johannes Evangelist und St. Jakobus dem Älteren, Stein, Ende 15. Jahrhundert; an der nördlichen Giebelwand eingemauert                                                                          | D-2-78-118-13 Wikidata | weitere Bilder                               |
| Stadtplatz 12 (Standort)              | Katholische Stadtpfarrkirche St. Florian        | Spätgotischer, verputzter Backsteinbau mit flachgedecktem Langhaus und leicht eingezogenem, polygonalem Chor, südlich des Chores angebaut Sakristei und rechteckiger Turm mit achtseitigem Obergeschoss, Lisenengliederung und Spitzhelm, 1486, barockisiert und 1928/37 erweitert | D-2-78-118-15 Wikidata | weitere Bilder                               |
| Stadtplatz 13 (Standort)              | Gasthaus Alte Post                              | Langgestreckter Traufseitbau mit weitem Dachüberstand,nach Brand 1836 errichtet; Korbbogendurchfahrt und Tor. Heute Griechisches Restaurant | D-2-78-118-14 Wikidata | Gasthaus Alte Post                           |
| Stadtplatz 15 (Standort)              | Hotel Post                                      | Stattlicher, zweigeschossiger Traufseitbau mit überstehendem Satteldach, korbbogenförmiger Durchfahrt und Tor, nach Brand 1837 neu errichtet | D-2-78-118-16 Wikidata | Hotel Post                                   |
| Stadtplatz 17 (Standort)              | Wohn- und Geschäftshaus                         | Zweigeschossiger, traufseitiger Satteldachbau, Putzfassade mit Eckquaderung, Würfelfries und Gurtgesims, um 1850 Südlich daran anschließend korbbogenförmiges Durchfahrtstor | D-2-78-118-17 Wikidata | Wohn- und Geschäftshaus                      |
| Stadtplatz 18 (Standort)              | Wohn- und Geschäftshaus                         | Giebelständiger, zweigeschossiger Massivbau mit Flachsatteldach und zwei eingezogenen Rundbogenfenstern, 2. Hälfte 18. Jahrhundert | D-2-78-118-18 Wikidata | Wohn- und Geschäftshaus                      |
| Stadtplatz 19 (Standort)              | Wohn- und Geschäftshaus                         | Zweigeschossiger, giebelständiger Satteldachbau mit erhöhter Giebelwand und Gesimsgliederung, Mitte 19. Jahrhundert | D-2-78-118-19 Wikidata | Wohn- und Geschäftshaus                      |
| Stadtplatz 20 (Standort)              | Gasthof                                         | Stattlicher, zweigeschossiger Giebelbau mit Flachsatteldach, geknickter Front und gesprengtem Giebel, rundbogenförmige Durchfahrt, Fenster mit Putzrahmung, nach 1719 | D-2-78-118-20 Wikidata | Gasthof                                      |
| Stadtplatz 21 (Standort)              | Ehemaliges königlich-bayerisches Landgericht    | Stattlicher, dreigeschossiger Giebelbau über hohem Sockelgeschoss, mit profiliertem Traufgesims und Lisenengliederung, Rundbogenfenster mit Putzrahmung, 1838/39, 1862 Bezirksamt und zweites Obergeschoss                                                                         | D-2-78-118-21 Wikidata | Ehemaliges königlich-bayerisches Landgericht |
| Stadtplatz 43 (Standort)              | Ehemaliges Gasthaus                             | Zweigeschossiger, verputzter Eckbau mit seitlich weit vorkragendem Satteldachbau und geschweiftem Dreiecksgiebel, klassizistische Fassadengestaltung mit Lisenen- und Gesimsgliederung, um 1850/60, im Kern 17. Jahrhundert                                                        | D-2-78-118-25 Wikidata | Ehemaliges Gasthaus                          |
| Stadtplatz 56 (Standort)              | Ehemaliges Amtsgericht, seit 1980 Neues Rathaus | Stattlicher, zweigeschossiger Satteldachbau mit einseitigem Zinnengiebel, steinerner Eckerker mit eingeschnürter Zwiebelhaube und Zwerchhaus mit geschwungenem Giebel, Fassadengestaltung mit Gesimsgliederung und geohrten Fensterfaschen, 1900                                   | D-2-78-118-26 Wikidata | weitere Bilder                               |
| Untere Bergstraße 24 (Standort)       | Kleinhaus                                       | Eingeschossiger und verputzter Satteldachbau, Eingangstür mit Sandsteinrahmung, 1862/63 | D-2-78-118-29 Wikidata | Kleinhaus                                    |

### Bärndorf
| Lage                   | Objekt  | Beschreibung                                                                                 | Akten-Nr.              | Bild |
| ---------------------- | ------- | -------------------------------------------------------------------------------------------- | ---------------------- | ---- |
| Bärndorf 49 (Standort) | Kapelle | Dreiseitig geschlossener und verputzter Satteldachbau, Ende 18. Jahrhundert; mit Ausstattung | D-2-78-118-33 Wikidata | BW   |

### Bogenberg
| Lage                              | Objekt                                                                  | Beschreibung | Akten-Nr.              | Bild                                                                 |
| --------------------------------- | ----------------------------------------------------------------------- | --- | ---------------------- | -------------------------------------------------------------------- |
| Bogenberg 1 (Standort)            | St.-Salvator-Kirche                                                     | Dreiseitig geschlossener und verputzter Satteldachbau über gekehltem Sockel, mit geschwungenen Rundbogenfenstern, vierseitiger Giebeldachreiter mit abgerundeten Ecken und zweifach eingeschnürtem Zwiebeldach, 1463; mit Ausstattung | D-2-78-118-34 Wikidata | weitere Bilder                                                       |
| Bogenberg 2 (Standort)            | Ehemalige Klause                                                        | Zweigeschossiger, massiver Satteldachbau, Fenster mit schlichter Putzrahmung, 1723–32 Westlich davon zweiteilige Kapelle, kleiner, rechteckiger Walmdachbau mit Betraum und Kerker Umfriedung mit korbbogigem Torhäuschen, verputztes Mauerwerk; 18. Jahrhundert | D-2-78-118-35 Wikidata | Ehemalige Klause                                                     |
| Bogenberg 7 (Standort)            | Mesnerhaus                                                              | Erdgeschossiger und verputzter Halbwalmdachbau, 1. Drittel 19. Jahrhundert | D-2-78-118-36 Wikidata | weitere Bilder                                                       |
| Bogenberg 9 (Standort)            | Katholische Pfarr- und Wallfahrtskirche Hl. Kreuz und Mariä Himmelfahrt | Dreischiffige und verputzte Hallenkirche mit Satteldach und eingezogenem Polygonalchor, Fassadengestaltung mit Gesimsgliederung und Strebepfeilern, sechsseitiger Westturm aus teils unverputzten Kalksteinquadern mit Welscher Haube, nördlich des Chores zweigeschossige Sakristei, 1463 vollendet, um 1723 barockisiert, nach 1876 regotisiert; mit Ausstattung Ölbergkapelle, dreiseitig geschlossener, kleiner Satteldachbau mit leicht eingezogenem Chor und spitzbogigen Fenster- und Türöffnungen mit Sandsteingewänden, spätgotisch, 1759 und 1871 erneuert Friedhof mit teils alter Umfassungsmauer und schmiedeeisernen Grabkreuzen, 18./19. Jahrhundert                                                                                     | D-2-78-118-37 Wikidata | weitere Bilder                                                       |
| Bogenberg 10 (Standort)           | Pfarrhof                                                                | Ehemaliger Ökonomiepfarrhof mit Schule der Pfarr- und Wallfahrtskirche Hl. Kreuz und Mariae Himmelfahrt auf dem Bogenberg, Dreiseithof Pfarrhaus (Westflügel), stattlicher, zweigeschossiger Massivbau mit Krüppelwalmdach über profiliertem Traufgesims, Fenster mit Sandsteinrahmung, im Kern 1675, nach Brand 1803 erneuert Westlich davon Pfarrgarten mit Einfriedung, verputzte Ziegelsteinpfeiler mit Holzlattenzaun auf umlaufendem Mauerwerk, wohl gleichzeitig Ehemalige Alte Schule (Südostflügel), zweigeschossiger und verputzter Halbwalmdachbau, im Westen zweigeschossiger Satteldachbau, 18. Jahrhundert Ehemalige Pfarrökonomie, jetzt Kreisheimatmuseum (Ostflügel), zweigeschossiger und verputzter Halbwalmdachbau, 18. Jahrhundert | D-2-78-118-38 Wikidata | weitere Bilder                                                       |
| Entlang des Pilgerwegs (Standort) | Kreuzweg                                                                | 14 Bildstöcke, Granitpfeiler mit Tabernakeln und Gusseisenreliefs, 19. Jahrhundert | D-2-78-118-42 Wikidata | weitere Bilder                                                       |
| Nähe Bogenberg (Standort)         | Verkaufshäuschen für Devotionalien                                      | Neun Bauten mit vorspringenden Walm- oder Satteldächern, 19. Jahrhundert, zu beiden Seiten des Wallfahrerweges | D-2-78-118-41 Wikidata | weitere Bilder                                                       |
| In Bogenberg (Standort)           | Kriegerdenkmal für die Gefallenen des Ersten und Zweiten Weltkrieges    | Rundpfeiler mit Kreuzbekrönung über hohem Sockel mit Inschrifttafel, Stein, nach 1945. | D-2-78-118-118         | Kriegerdenkmal für die Gefallenen des Ersten und Zweiten Weltkrieges |

### Degernbach
| Lage                     | Objekt                              | Beschreibung | Akten-Nr.              | Bild           |
| ------------------------ | ----------------------------------- | --- | ---------------------- | -------------- |
| Degernbach 19 (Standort) | Katholische Pfarrkirche St. Andreas | einheitlicher Frührokokobau von 1735; mit Ausstattung; katholische Friedhofskapelle um 1500; mit Ausstattung; Ölberganlage, 17./18. Jahrhundert                                                                   | D-2-78-118-43 Wikidata | weitere Bilder |
| Degernbach 21 (Standort) | Stadel                              | langgestreckter, verbretterter Ständerbau mit Satteldach, bez. 1788, später erweitert; Traidkasten, eingeschossiger geständerter Blockbau mit Flachsatteldach und Brettbalusterschrot, 1. Drittel 19. Jahrhundert | D-2-78-118-44 Wikidata | Stadel         |

### Dörfling
| Lage                  | Objekt                               | Beschreibung              | Akten-Nr.              | Bild |
| --------------------- | ------------------------------------ | ------------------------- | ---------------------- | ---- |
| Dörfling 5 (Standort) | geständerter Traidkasten in Blockbau | 2. Hälfte 18. Jahrhundert | D-2-78-118-45 Wikidata | BW   |

### Einfürst
| Lage                  | Objekt  | Beschreibung                                            | Akten-Nr.              | Bild    |
| --------------------- | ------- | ------------------------------------------------------- | ---------------------- | ------- |
| Einfürst 6 (Standort) | Gasthof | Stattlicher Obergeschoss-Blockbau, Ende 18. Jahrhundert | D-2-78-118-46 Wikidata | Gasthof |

### Frammelsberg
| Lage                      | Objekt     | Beschreibung                                                                  | Akten-Nr.              | Bild |
| ------------------------- | ---------- | ----------------------------------------------------------------------------- | ---------------------- | ---- |
| Frammelsberg 6 (Standort) | Bauernhaus | Wohnstallhaus mit Blockbau-Obergeschoss und Traufschrot, 18./19. Jahrhundert. | D-2-78-118-47 Wikidata | BW   |

### Freundorf
| Lage                   | Objekt    | Beschreibung | Akten-Nr.              | Bild |
| ---------------------- | --------- | --- | ---------------------- | ---- |
| Freundorf 2 (Standort) | Bauernhof | Ehemaliger Meierhof des Klosters Oberalteich, stattlicher, landschaftsbestimmender Gutshausbau mit Halbwalmdach, erbaut 1725/27, am Stallgebäude bezeichnet 1726 | D-2-78-118-49 Wikidata | BW   |

### Furth
| Lage                         | Objekt  | Beschreibung                                                                       | Akten-Nr.              | Bild           |
| ---------------------------- | ------- | ---------------------------------------------------------------------------------- | ---------------------- | -------------- |
| Further Straße 31 (Standort) | Kapelle | Dorfkapelle, zweite Hälfte 19. Jahrhundert; mit Ausstattung; bei Further Straße 31 | D-2-78-118-50 Wikidata | weitere Bilder |

### Hofstadt
| Lage                  | Objekt                               | Beschreibung                              | Akten-Nr.              | Bild |
| --------------------- | ------------------------------------ | ----------------------------------------- | ---------------------- | ---- |
| Hofstadt 1 (Standort) | Bauernhaus mit Blockbau-Obergeschoss | erste Hälfte 19. Jahrhundert, Dach modern | D-2-78-118-53 Wikidata | BW   |

### Hutterhof
| Lage                       | Objekt  | Beschreibung | Akten-Nr.              | Bild           |
| -------------------------- | ------- | --- | ---------------------- | -------------- |
| Ulrichsteinberg (Standort) | Kapelle | Katholische Kapelle St. Ulrich, spätgotische Anlage, 1690 barockisiert; mit Ausstattung. Die Kapelle wird aufgrund einer Legende auch Schimmelkapelle genannt | D-2-78-118-56 Wikidata | weitere Bilder |

### Lenach
| Lage                      | Objekt                  | Beschreibung | Akten-Nr.              | Bild           |
| ------------------------- | ----------------------- | --- | ---------------------- | -------------- |
| Alte Kinsach 1 (Standort) | Schöpfwerk Alte Kinsach | turmartiger zweigeschossiger Massivbau mit hohem Walmdach und Wärterwohnung im Obergeschoss, 1947; angrenzende Zulaufanlage, gleichzeitig | D-2-78-118-98 Wikidata | weitere Bilder |

### Liepolding
| Lage                    | Objekt        | Beschreibung                                                                                          | Akten-Nr.              | Bild |
| ----------------------- | ------------- | --- | ---------------------- | ---- |
| Liepolding 1 (Standort) | Wohnstallhaus | mit Blockbau-Obergeschoss und weit ausladendem Dach, Schrote erneuert, erstes Drittel 19. Jahrhundert | D-2-78-118-57 Wikidata | BW   |

### Muggenthal
| Lage                    | Objekt            | Beschreibung             | Akten-Nr.              | Bild           |
| ----------------------- | ----------------- | ------------------------ | ---------------------- | -------------- |
| Muggenthal 2 (Standort) | Kleine Wegkapelle | um Mitte 19. Jahrhundert | D-2-78-118-58 Wikidata | weitere Bilder |

### Oberalteich
| Lage | Objekt                                                                          | Beschreibung | Akten-Nr.              | Bild                                                                     |
| --- | ------------------------------------------------------------------------------- | --- | ---------------------- | ------------------------------------------------------------------------ |
| Albertusweg 1 (Standort)                                                                                   | Ehemaliges Gerichtsdienerhaus                                                   | Zweigeschossiger Walmdachbau mit profiliertem Traufgesims und einfacher Putzgliederung, Anfang 19. Jahrhundert | D-2-78-118-61 Wikidata | Ehemaliges Gerichtsdienerhaus                                            |
| Klosterhof 1, 2, 3, 4, 5, 6, 7, 8, 9, 10, Konvent 1, 3, 5, 7, 9, 11, 13, 15, 17, 19, 21, 23, 25 (Standort) | Ehemaliges Benediktinerkloster Oberalteich                                      | Überwiegend zweigeschossige Anlage um zwei Innenhöfe, gegründet um 1100, nach Brand 1248–60 erneuert, im 17. Jahrhundert ausgebaut, 1803 aufgelöst, spätere Überformungen und Veränderungen Nordflügel, ehemalige Klostermühle und Traidkasten, stattlicher dreigeschossiger Langbau mit Schopfwalmdach und kleinem Zwerchhaus, im Kern spätmittelalterlich, im 17./18. Jahrhundert umgebaut Westflügel, sogenannte Ältere Abtei und ehemaliger Gaststock, später Schule und Pfarrhof, zweigeschossiger Satteldachbau mit gewölbter Durchfahrt, Fenster mit Putzrahmung, nördlicher Teil im Kern bezeichnet mit 1543, 1659 neu aufgebaut Zwischenflügel, ehemaliger Konvent, sogenannte Neue Abtei oder Hösersche Abtei, langgestreckter, zweigeschossiger Halbwalm- und Satteldachbau mit gewölbter Durchfahrt, Portale teils mit Gesimsverdachung, im Kern 1618, erneuert bezeichnet mit 1692 Nördlicher Ostflügel, ehemalige Abtei und Priorat, zweigeschossiger Satteldachbau, dreiseitig geöffneter, quadratischer Portalvorbau mit Schweifgiebel und Pilaster- und Gesimsgliederung, im Kern um 1700 Südlicher Ostflügel, ehemalige Prälatur, langgestreckter zweigeschossiger Satteldachbau mit einfacher Putzgliederung, im Kern um 1700 Südflügel, ehemaliges Dormitorium, zweigeschossiger Satteldachbau mit einfacher Putzgliederung, im Kern 1614–18 Zur ehemaligen Klosterkirche siehe Veit-Höser-Straße 12 Zu weiteren ehemaligen Nebengebäuden der Klosteranlage siehe Veit-Höser-Straße 5, 8, 15, 17, 23, 25, 27 | D-2-78-118-62 Wikidata | weitere Bilder                                                           |
| Veit-Höser-Straße 5, 8, 8 a (Standort)                                                                     | Klostermauer                                                                    | Teile der westlichen Umfriedung des ehemaligen Benediktinerklosters Oberalteich, Reste des Torbaus, Strebepfeiler und Mauerreste in zwei Wohnhäusern, im Kern 18. Jahrhundert Reste der barocken Klostergartenmauer, Bruchsteinmauerwerk, 17./18. Jahrhundert; an der südlichen Grundstücksgrenze | D-2-78-118-69 Wikidata | Klostermauer                                                             |
| Veit-Höser-Straße 12 (Standort)                                                                            | Katholische Pfarrkirche St. Peter und Paul, ehemalige Benediktinerklosterkirche | Dreischiffiger Hallenbau der Spätrenaissance mit zweigeschossigen Seitenschiffen und drei Apsiden in der Mitte der Rechteckseiten, Langhaus mit hohem Schopfwalmdach, stark profiliertem Traufgesims und geschweiften Fenstern mit Pilaster- und Giebelumrahmung, 1622–30, nach Plänen des Abtes Veit Höser, westlich eingerücktes Turmpaar mit oktogonalem Obergeschoss, Zwiebelhelm, Eckquaderung und Lisenengliederung, im Kern gotisch, Obergeschoss 1625–30; mit Ausstattung Seelenkapelle, kreuzförmiger Zentralbau mit stichbogigem Kappen- und Tonnengewölbe, 1626–29 Kirchhofmauer, teils verputztes Ziegelmauerwerk | D-2-78-118-60 Wikidata | weitere Bilder                                                           |
| Veit-Höser-Straße 15, 17 (Standort)                                                                        | Seniorat des ehemaligen Benediktinerklosters Oberalteich                        | Zweiteiliger und zweigeschossiger Längsbau mit Sattel- und Mansarddach, östl. Gebäude mit rundbogiger Durchfahrt und Kreuzgewölbe, darüber Christusrelief und zwei Madonnenfiguren in Rundbogennischen, bezeichnet mit 1676 | D-2-78-118-72 Wikidata | Seniorat des ehemaligen Benediktinerklosters Oberalteich                 |
| Veit-Höser-Straße 19 (Standort)                                                                            | Ökonomiegebäude des ehemaligen Benediktinerklosters Oberalteich                 | Langgestreckter, eingeschossiger Walmdachbau mit Eckrustika und profiliertem Gesims, südlicher Gebäudeteil bezeichnet mit 1715, nördliche Erweiterung bezeichnet mit 1824 | D-2-78-118-96 Wikidata | Ökonomiegebäude des ehemaligen Benediktinerklosters Oberalteich          |
| Veit-Höser-Straße 23 (Standort)                                                                            | Wagnerei des ehemaligen Benediktinerklosters Oberalteich, heute Wohnhaus        | Zweigeschossiger Satteldachbau mit Durchfahrt, Erdgeschoss wohl 1712, Obergeschoss 1956 erneuert | D-2-78-118-73 Wikidata | Wagnerei des ehemaligen Benediktinerklosters Oberalteich, heute Wohnhaus |
| Veit-Höser-Straße 25 (Standort)                                                                            | Schmiede des ehemaligen Benediktinerklosters Oberalteich                        | Zweigeschossiger Satteldachbau mit profiliertem Traufgesims und einfacher Putzgliederung, im Kern 1712 | D-2-78-118-74 Wikidata | Schmiede des ehemaligen Benediktinerklosters Oberalteich                 |
| Veit-Höser-Straße 27 (Standort)                                                                            | Gasthaus, ehemaliges Klosterwirtshaus                                           | Stattlicher zweigeschossiger Steilsatteldachbau mit größtenteils verputzter Eckquaderung, im Kern 15. Jahrhundert, im 16. Jahrhundert erneuert | D-2-78-118-75 Wikidata | Gasthaus, ehemaliges Klosterwirtshaus                                    |
| Menach (Standort)                                                                                          | Brücke über die Menach                                                          | Bogenbrücke, aus Granitquadern, bezeichnet 1715 | D-2-78-118-99 Wikidata | Brücke über die Menach                                                   |

### Oberpischlsberg
| Lage                         | Objekt        | Beschreibung | Akten-Nr.              | Bild |
| ---------------------------- | ------------- | --- | ---------------------- | ---- |
| Oberpischlsberg 1 (Standort) | Wohnstallhaus | großer Waldlerhaustyp, offener Blockbau mit verbrettertem Giebelschrot und geschnitzten Säulen, Ende 17. Jahrhundert; geständerter Traidkasten mit Steilsatteldach, zweites Viertel 19. Jahrhundert | D-2-78-118-76 Wikidata | BW   |

### Osterberg
| Lage                 | Objekt  | Beschreibung                                                           | Akten-Nr.              | Bild |
| -------------------- | ------- | ---------------------------------------------------------------------- | ---------------------- | ---- |
| Osterberg (Standort) | Kapelle | Hofkapelle, am Waldrand östlich des Hofes, erbaut Ende 19. Jahrhundert | D-2-78-118-77 Wikidata | BW   |

### Pfelling
| Lage                    | Objekt      | Beschreibung | Akten-Nr.              | Bild           |
| ----------------------- | ----------- | --- | ---------------------- | -------------- |
| Pfelling 1 (Standort)   | Pfarrkirche | Katholische Pfarrkirche St. Margaretha, Turm spätromanisch, Langhaus Ende 13. Jahrhundert, 1882 verändert, Chorneubau 1907; mit Ausstattung | D-2-78-118-78 Wikidata | weitere Bilder |
| Pfelling 10 (Standort)  | Pfarrhaus   | Pfarrhaus mit flachem Walmdach, viertes Viertel 19. Jahrhundert                                                                             | D-2-78-118-82 Wikidata | Pfarrhaus      |
| Pfelling 65 (Standort)  | Bauernhaus  | Wohnstallhaus mit Blockbau-Obergeschoss, Teil einer Vierseithofanlage; zweites Viertel 19. Jahrhundert                                      | D-2-78-118-83 Wikidata | Bauernhaus     |
| Pfelling 178 (Standort) | Kapelle     | Weinbergskapelle aus dem 19. Jahrhundert; mit Ausstattung; nördlich des Ortes                                                               | D-2-78-118-84 Wikidata | BW             |

### Stegmühl
| Lage                     | Objekt  | Beschreibung                                     | Akten-Nr.              | Bild           |
| ------------------------ | ------- | ------------------------------------------------ | ---------------------- | -------------- |
| Nähe Stegmühl (Standort) | Kapelle | Wegkapelle, 19./20. Jahrhundert; mit Ausstattung | D-2-78-118-86 Wikidata | weitere Bilder |

### Stephling
| Lage                   | Objekt                               | Beschreibung                                                                                          | Akten-Nr.              | Bild                                 |
| ---------------------- | ------------------------------------ | --- | ---------------------- | ------------------------------------ |
| Stephling 2 (Standort) | Katholische Filialkirche St. Stephan | einheitlich spätgotischer Bau von 1487, Sakristei und Dachreiter 17./18. Jahrhundert; mit Ausstattung | D-2-78-118-87 Wikidata | Katholische Filialkirche St. Stephan |

### Unterpischlsberg
| Lage                     | Objekt                | Beschreibung        | Akten-Nr.              | Bild |
| ------------------------ | --------------------- | ------------------- | ---------------------- | ---- |
| Haus Nummer 1 (Standort) | Hausfigur hl. Michael | barock; am Wohnhaus | D-2-78-118-89 Wikidata | BW   |

### Weidenhofen
| Lage                       | Objekt                 | Beschreibung | Akten-Nr.              | Bild |
| -------------------------- | ---------------------- | --- | ---------------------- | ---- |
| Weidenhofen 1 a (Standort) | Kapelle St. Pankratius | ehemalige Kirche, verputzter Satteldachbau mit leicht eingezogenem, gerade geschlossenem Chor, darüber vierseitiger und verschindelter Dachreiter mit Zeltdach, 2. Hälfte 17. Jahrhundert; mit Ausstattung; | D-2-78-118-92 Wikidata | BW   |

## Ehemalige Baudenkmäler
In diesem Abschnitt sind Objekte aufgeführt, die früher einmal in der Denkmalliste eingetragen waren, jetzt aber nicht mehr. Objekte, die in anderem Zusammenhang – also z. B. als Teil eines Baudenkmals – weiter eingetragen sind, sollen hier nicht aufgeführt werden. Aktennummern in diesem Abschnitt sind ehemalige, jetzt nicht mehr gültige Aktennummern.

| Lage                                    | Objekt                    | Beschreibung | Akten-Nr.              | Bild                      |
| --------------------------------------- | ------------------------- | --- | ---------------------- | ------------------------- |
| Bogen Bachstraße 8 (Standort)           | Wohnhaus                  | Erdgeschossiger Traufseitbau mit Flachsatteldach, Putzfassade mit geohrten Fensterfaschen, 2. Viertel 19. Jahrhundert                                                                 | D-2-78-118-3 Wikidata  | Wohnhaus                  |
| Bogen Bachstraße 11 (Standort)          | Ehemaliges Bauernhaus     | Traufseithaus mit kleinen Fenstern, 18./19. Jahrhundert; jetzt durch Renovierung verändert                                                                                            | D-2-78-118-4 Wikidata  | Ehemaliges Bauernhaus     |
| Bogen Deggendorfer Straße 13 (Standort) | Wohnhaus mit Halbwalmdach | um 1830/50 | D-2-78-118-10 Wikidata | Wohnhaus mit Halbwalmdach |
| Bogen Dollmannstraße 3 (Standort)       | Kleinhaus                 | Eingeschossig, mit Mansard-Halbwalmdach, zweites Viertel 19. Jahrhundert | D-2-78-118-8 Wikidata  | Kleinhaus                 |
| Bogen Dollmannstraße 5 (Standort)       | Kleinhaus                 | Erdgeschossig mit Steilsatteldach und aufgedoppelter Haustür, Anfang 19. Jahrhundert                                                                                                  | D-2-78-118-9 Wikidata  | Kleinhaus                 |
| Bogen Stadtplatz 33 (Standort)          | Giebelhaus                | Mit geschweiftem Giebel, 2. Hälfte 19. Jahrhundert, nach 1934 erneuert | D-2-78-118-23 Wikidata | Giebelhaus                |
| Anning Anning 2, 2 a (Standort)         | Wohnstallhaus             | langgestreckter Satteldachbau mit Blockbau-Obergeschoss und Traufschrot, 1. Viertel 19. Jahrhundert; Traidkasten, Obergeschoss in Blockbau, mit Steildach, 1. Viertel 19. Jahrhundert | D-2-78-118-31 Wikidata | BW                        |
| Rankam Haus Nr. 5 (Standort)            | Bauernhaus                | mit Giebelschrot, zum Teil offener Blockbau, 1. Hälfte 19. Jahrhundert | D-2-78-118-85 Wikidata | BW                        |